# Philipp Zimmer
Philipp Zimmer (* 4. November 1905 in Trier; † 21. Januar 1975 ebenda) war ein deutscher Politiker (CDP/CDU).
Zimmer war von Beruf Elektriker. Von 1935 bis 1936 war er Mitglied der DAF. 1945 beteiligte er sich an der Gründung der CDP, aus der später der rheinland-pfälzische Landesverband der CDU hervorging. Für die CDU war er 1946/47 Mitglied der Beratenden Landesversammlung. Dort war er Mitglied im sozialpolitischen Ausschuss.
Er war Mitglied des Verwaltungsrats der Kirchengemeinde St. Gangolf in Trier.